# Цвеће за Алџернона
Цвеће за Алџернона (енгл. Flowers for Algernon) је прича из 1959. године која је 1966. године преточена у роман америчког писца Данијела Киза (енгл. Daniel Keyes).  

## О делу
Чарли Гордон је главни лик, човек са ниским коефицијентом интелигенције. Изабран је као савршен кандидат за експериментални хируршки захват. Научници верују да ће због операције Гордон да постане паметан и интелигентан. Прва тестирања су обављена на мишу Алџернону који успешно решава задатке у лавиринту. После операције Гордону поступно расте интелигенција. Достиже невероватну способност схватања чињеница и разумевања 20 страних језика. Лабораторијски миш одједном почиње чудно да се понаша. 

### Прича и роман
Прича је први пут публикована у Магазину фантазије и научне фантастике (енгл. The Magazine of Fantasy & Science Fiction). Добила је 1960. године награду Хуго за најбољу кратку причу. Роман је продат у тиражу од 5 милиона примерака. Оригиналну кратку причу оцењују као једну од стилски најбоље написаних кратких научнофантастичних прича.
У наставку каријере Дејвид Киз никад више није поновио успех своје приче и првог романа.

### Ликови
- Чарли Гордон, главни лик рођен са ниским коефицијентом интелигенције који после операције постаје екстремно интелигентан;
- Доктор Штраус;
- Професор Немур;
- Госпођица Кинијан, наставница, заљубљује се у Чарлија и он у њу;
- Господин Донер, власник пекаре;
- Момци из пекаре где је Чарли радио;

## Адаптација
По роману је 1968. године снимљен филм Чарли. Филм је режирао Ралф Нелсон, а главни глумац Роберт Клиф је награђен Оскаром. После тога је направљен и мјузикл, позоришни комад, радио-драма и модерни плес.

## Из романа
| „ | ПС реците проф. немуру да не буде намћор кад му се људи смеју па ће имати више другара. Лако је имати другаре ако пустиш да ти се људи смеју. Тамо де идем ћу да имам много другара. ПС ако може ставите цвеће алџернону на гроб иза у двориште. | ” |